# Охридский античный театр
Охридский античный театр находится на восточном склоне Охридского холма у крепости Самуила в Охриде, Северная Македония. Он был построен в конце III или начале II века до нашей эры и является единственным древнегреческим театром эпохи эллинизма в стране, в то время как остальные три театра в Скупы, Стоби и Гераклее Линкестис относятся к римским временам. Неясно, сколько людей первоначально вмещало сооружение, так как сохранилась только нижняя часть. Открытый театр имел идеальное расположение: два окружающих его холма защищали его от ветров, которые могли создавать помехи для акустики во время выступлений.
Во времена Римской империи театр также использовался для гладиаторских боев. Однако, поскольку театр был также местом казни христиан римлянами, он быстро превратился в место, которое приобрело дурную славу у местных жителей. Из-за этой неприязни после распада Римской империи театр был заброшен местными жителями. А в связи с деятельностью святого Эразма оказался разрушен и был засыпан. Это позволило хорошо сохранить большую часть структуры, которая была обнаружена только в 1980-х годах.
Первые предположения о том, что в древнем Лихнидосе (как ранее именовался Охрид) существовал театр, ещё начале XX века высказал русский искусствовед Никодим Петрович Кондаков. Первые находки произведенные в 1935 году подтвердили наличие театра.
Также во время строительных работ в этом районе вокруг некоторых домов были обнаружены большие каменные плиты с изображениями греческого бога Дионисия и муз, что привело археологов к мысли, что греческий театр (с котором связаны Дионис и музы), располагался поблизости. В 1984 году были обнаружены входы и здание театра, оркестр с почетными местами, арена и девять рядов сидений.
С конца 1999 года запущен проект восстановления театра. А с 2001 года театр снова стал местом публичных представлений, таких как пьесы, концерты, оперы, балетные представления. В последнее время каждое лето в рамках Летнего фестиваля в Охриде проходят крупные культурные выступления, такие как выступления Большого театра и Хосе Каррераса.

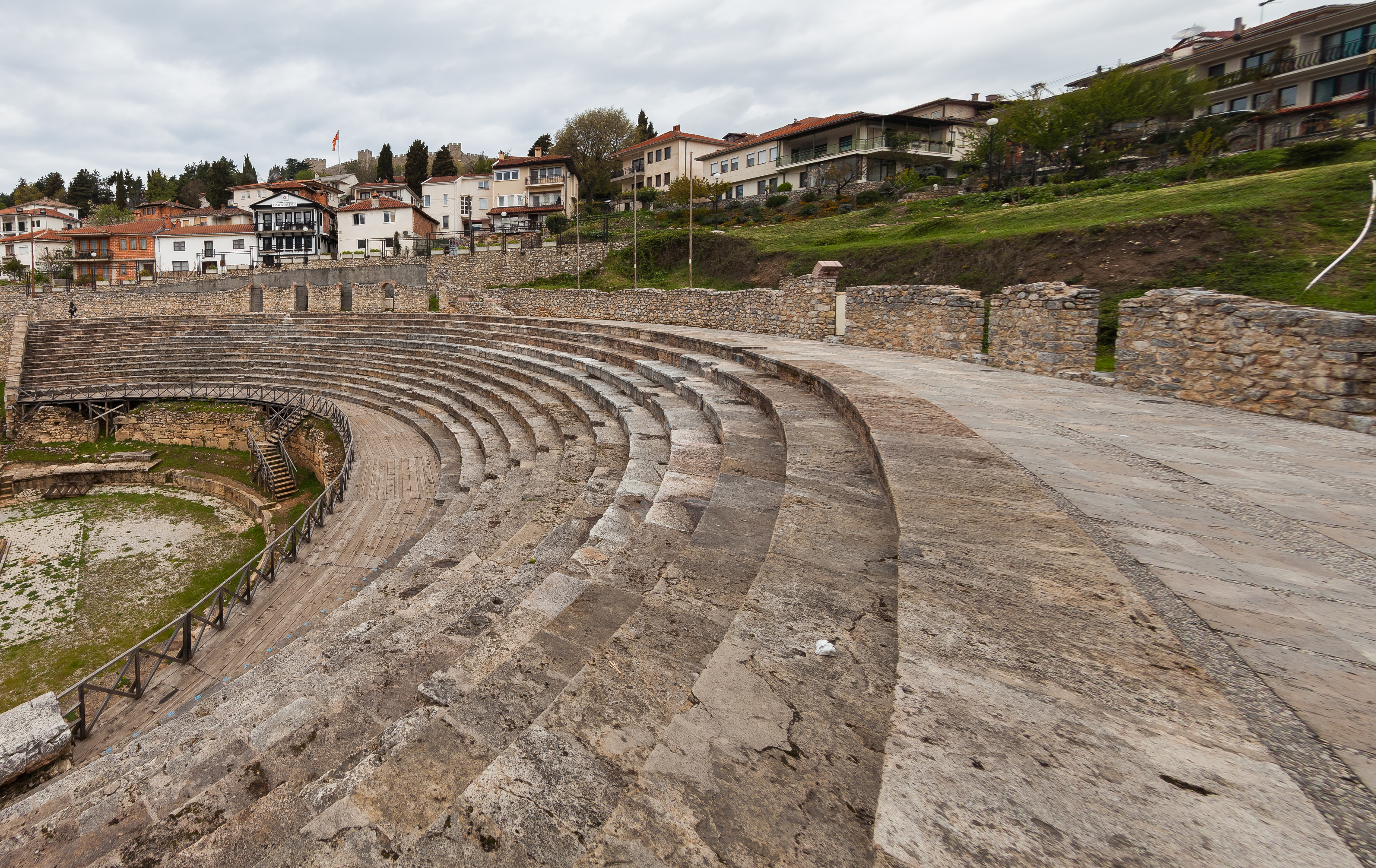
Античный театр
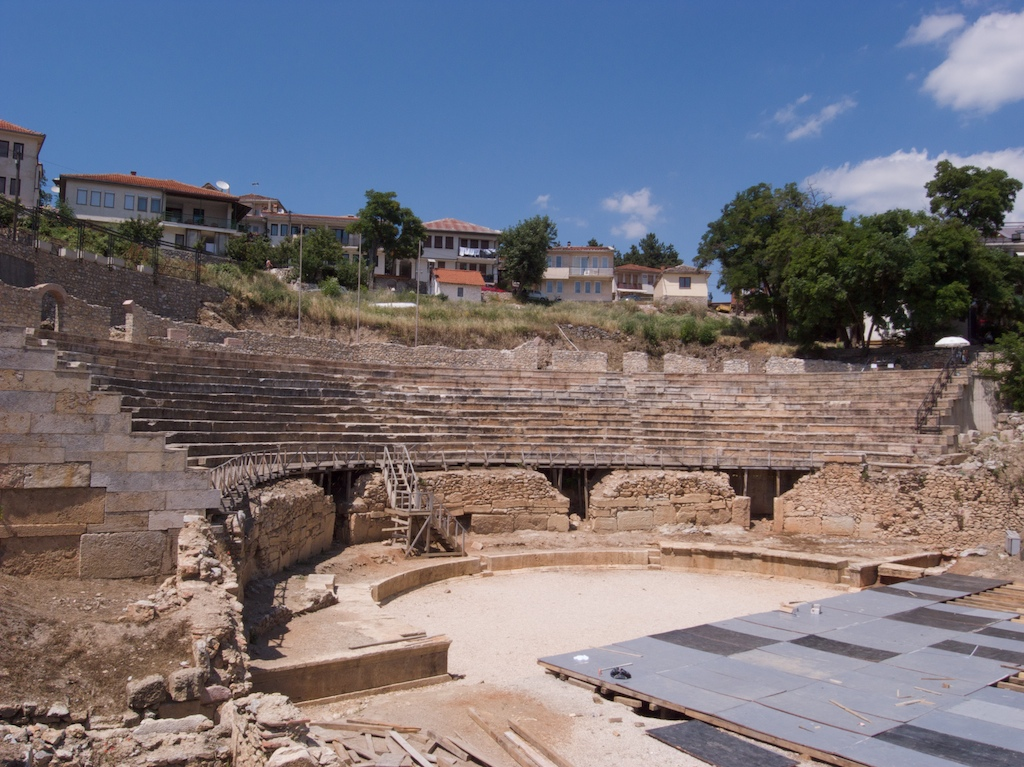